# یخچال حاج‌اسدالله عزیزی (سرخه)
یخچال حاج‌اسدالله عزیزی (سرخه) مربوط به دوره قاجار است و در سرخه، ورودی شرقی شهر واقع شده و این اثر در تاریخ ۲۵ خرداد ۱۳۸۱ با شمارهٔ ثبت ۵۸۲۱ به‌عنوان یکی از آثار ملی ایران به ثبت رسیده است.